# Cefeide

La posizione nel diagramma HR con indicate le cefeidi.

La cefeide è un tipo di stella gigante che pulsa radialmente, aumentando e diminuendo il suo diametro, la temperatura e la luminosità con un periodo che può variare da poche ore a centinaia di giorni.
Il nome "cefeidi" deriva dalla stella prototipo: delta Cephei, la seconda stella di questo tipo a essere scoperta. La prima cefeide osservata fu, in effetti, eta Aquilae. Successive osservazioni hanno individuato cefeidi prima nelle due nubi di Magellano, e poi in altre galassie. Le cefeidi costituiscono una classe di stelle abbastanza eterogenea per colore, temperatura effettiva, dimensioni e composizione stellare.
Il meccanismo di opacità delle cefeidi alla base della loro pulsazione, consiste sostanzialmente nella ionizzazione del gas contenuto negli strati superficiali: solitamente si tratta di elio.
Le cefeidi sono tra gli indicatori più precisi di distanza nel cosmo (chiamati in gergo: "candele standard").
La distanza delle cefeidi infatti è calcolabile precisamente confrontando le due misure di periodo e magnitudine apparente: si è scoperto infatti che per queste stelle il valore della luminosità corrisponde esattamente al valore del periodo.
Le cefeidi sono divise in due tipi a seconda della massa: pesanti (tipo I, più diffuse) e leggere (tipo II).

## Storia della scoperta

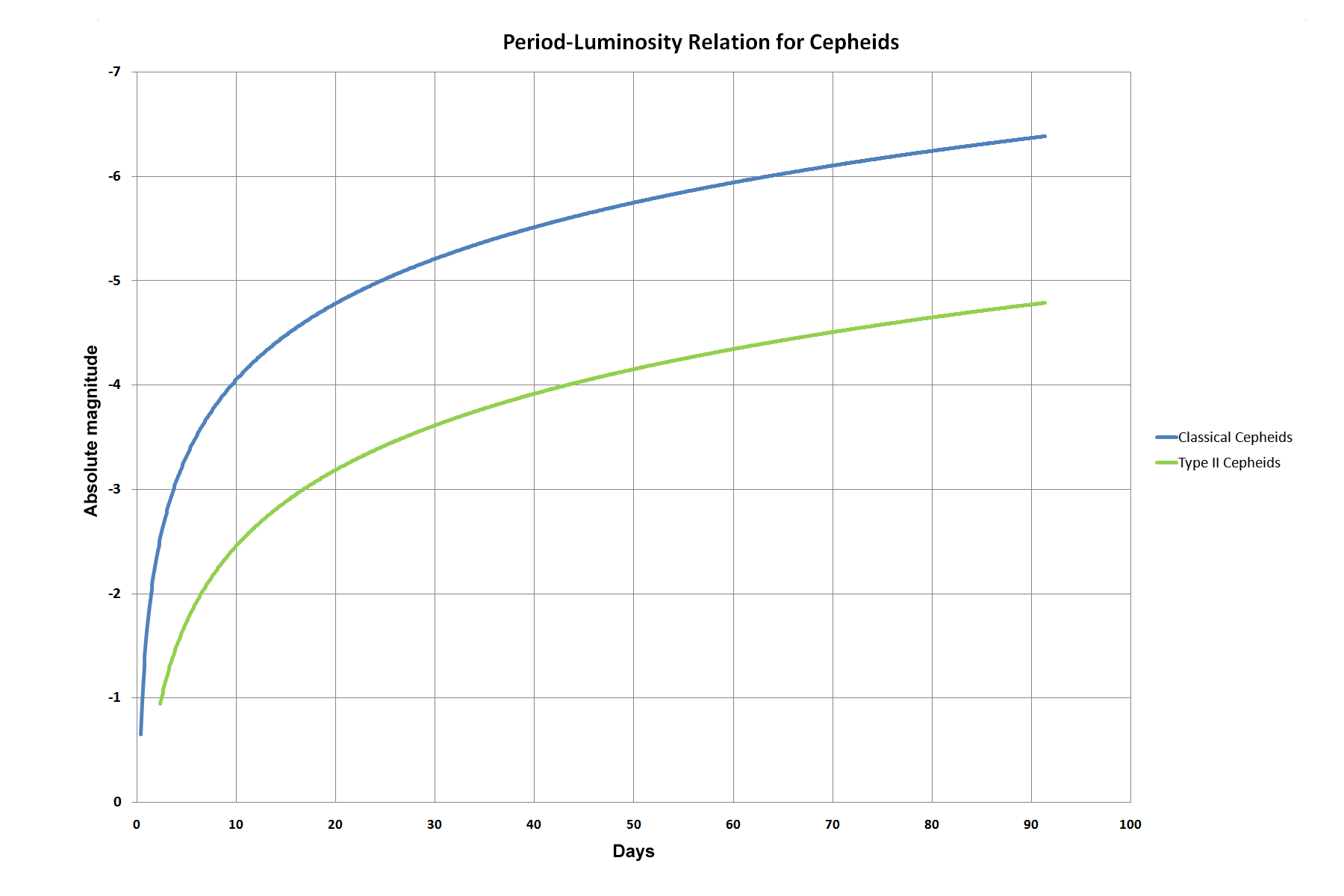
La curva di luminosità di una Cefeide classica e una di tipo II.

Il 10 settembre 1784, Edward Pigott scoprì la variabilità di Eta Aquilae, la prima rappresentante di quella che sarebbe poi stata chiamata la classe delle Cefeidi. Alcuni mesi più tardi John Goodricke individuò la variabilità di Delta Cephei, che diede poi il nome a questa classe di stelle. Il numero delle stelle variabili simili conosciute, crebbe rapidamente verso la fine del XIX secolo tanto da essere individuate con il nome di classe delle Cefeidi.
La maggior parte delle Cefeidi erano riconoscibili per la loro caratteristica curva di luce caratterizzata da un rapido aumento della luminosità a gobba; le variabili con curve di luce più simmetriche furono chiamate Geminidi, dal loro prototipo Zeta Geminorum.
La relazione tra il periodo e la luminosità delle Cefeidi classiche fu scoperta nel 1908 da Henrietta Swan Leavitt nel corso di un'indagine su migliaia di stelle variabili nelle Nubi di Magellano. Nel 1912 la Leavitt pubblicò ulteriori evidenze sull'argomento.
Nel 1913, Ejnar Hertzsprung tentò di misurare la distanza di tredici Cefeidi in base al loro moto nel cielo. Nel 1918, Harlow Shapley utilizzò le Cefeidi per porre dei limiti alla dimensione e alla forma della Via Lattea e alla posizione del Sole al suo interno.
Nel 1924, Edwin Hubble riuscì a stabilire la distanza delle Cefeidi classiche nella Galassia di Andromeda, fino ad allora conosciuta come Nebulosa di Andromeda, suggerendo che queste variabili non facessero parte della Via Lattea. Ne scaturì quello che fu chiamato il Grande Dibattito relativo alla questione se la Via Lattea rappresentasse l'intero Universo o ne fosse semplicemente una delle galassie componenti. Nel 1929, Hubble e Milton L. Humason formularono quella che oggi è nota come Legge di Hubble, combinando le distanze delle Cefeidi in molte galassie con le misure di Vesto Slipher sulla velocità con cui le altre galassie si allontanano dalla nostra. Questo confermò la teoria proposta da Georges Lemaître sull'espansione dell'Universo.

## Descrizione

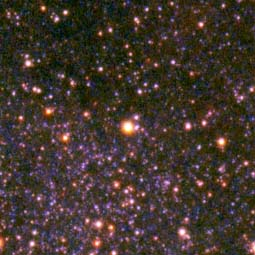
Delta Cephei (al centro), una stella supergigante gialla cefeide osservabile a occhio nudo in un paio di settimane. Si trova nella costellazione del Cefeo.

Una cefeide è in genere una stella gigante gialla giovane di popolazione I e massa intermedia che pulsa regolarmente espandendosi e contraendosi, mutando così la sua luminosità in un ciclo estremamente regolare. La luminosità delle cefeidi è in genere compresa tra 1000 e 10000 volte quella del Sole e il periodo di oscillazione va dall'ordine del giorno alle centinaia di giorni.
Il profilo di luminosità di una cefeide durante un ciclo pulsazionale è tipicamente non simmetrico, con il braccio ascendente più corto e ripido di quello discendente, e oltre al picco principale la sua curva di luminosità presenta spesso un secondo picco, o "bump", la cui posizione rispetto a quello principale varia a seconda del periodo di oscillazione del pulsatore stesso.
Il fenomeno di oscillazione (espansione, contrazione) è limitato alla sola superficie stellare e non è dovuto ad alcun mutamento nella quantità di energia prodotta dalle fusioni nucleari che avvengono nelle regioni più interne delle strutture. Dunque l'oscillazione in luminosità è causata unicamente dalla maggiore o minore dimensione della superficie esterna irraggiante e dalla variazione di temperatura superficiale durante il ciclo di pulsazione.
Quando una cefeide attraversa nel diagramma H-R la cosiddetta striscia di instabilità gli strati esterni diventano instabili, cioè una perturbazione dallo stato di equilibrio tende a propagarsi piuttosto che a smorzarsi, e questa instabilità è la causa dell'innesco del meccanismo di pulsazione.
Questa condizione di instabilità non è però in grado da sola di spiegare il ciclo (di pulsazioni) della cefeide e la sua ripetizione nel tempo, in quanto sarebbe lecito attendersi che l'energia persa per dissipazione nel ciclo possa mettere fine alla pulsazione stessa.
Bisogna allora tener conto dell'abbondanza di He+ nella loro atmosfera e dei fenomeni di ionizzazione e ricombinazione che avvengono a causa dell'aumento (diminuzione) di temperatura e pressione. La potente radiazione generata dalla cefeide ionizza una piccola frazione dell'He+ a He+2, che è molto più opaco alla radiazione. L'atmosfera inizia a bloccare una parte della radiazione uscente, diventa più calda e inizia ad espandersi. Un'atmosfera più calda ed estesa causa un aumento della luminosità della cefeide.
L'atmosfera espansa presto inizia a raffreddarsi, e l'He+2 si ricombina in He+. Adesso l'atmosfera è di nuovo relativamente trasparente, perde calore e si restringe. L'intero processo riparte ora dall'inizio.

## Indicatori di distanza
La luminosità di un oggetto varia con l'inverso del quadrato della distanza dall'osservatore; ad esempio, la luce di un lampione osservata a 100 metri di distanza apparirà 4 volte più brillante di uno a 200 metri e 9 volte più brillante di uno a 300 metri.
Pertanto, dalla conoscenza dell'intensità luminosa assoluta del lampione, in candele [cd] , misurando con un fotometro l'intensità luminosa del lampione osservato, si può calcolare la sua distanza dall'osservatore.
La luminosità assoluta delle stelle non è nota a priori perché dipende da fattori quali le dimensioni, la temperatura e la posizione nel diagramma di Hertzsprung-Russell, parametri non misurabili per stelle che si trovano a grandi distanze.
La luminosità assoluta di una stella Cefeide è invece nota a priori perché è legata in modo stretto al proprio periodo di pulsazione. Una Cefeide con un periodo di tre giorni ha una luminosità pari ad 800 volte quella del Sole. Una Cefeide con un periodo di trenta giorni è 10000 volte più luminosa del Sole. Questa scala è stata calibrata usando stelle Cefeidi molto vicine, per le quali la distanza era già conosciuta e misurabile con il metodo della parallasse stellare, tecnica che risulta sufficientemente precisa, per oggetti che si trovano a distanze non superiori ai 50 parsec.
La loro elevata luminosità e la loro presenza osservata in molte galassie rendono le stelle Cefeidi la candela standard ideale per misurare la distanza di ammassi globulari e le galassie esterne. La misura della distanza con questo metodo è affetta da errori nella determinazione della luminosità assoluta della Cefeide a causa della riduzione di luminosità per l'invecchiamento della stella stessa, della presenza di polveri interstellari e dalla mancata conoscenza della posizione precisa della variabile Cefeide all'interno dell'ammasso o galassia; questi errori sono in genere piccoli in questo tipo di misure.
Anche le supernove di tipo 1A sono utilizzate come candele standard poiché esplodono con un'emissione nota di luminosità, e nel 2012, la supernova 2012fr deflagrata nella galassia dello Scultore, contenente variabili cefeidi già note, ha permesso di calibrare con precisione tutte le misurazioni precedenti, rendendo molto preciso questo strumento di misura.
Le stelle Cefeidi sono visibili a grandi distanze. Edwin Hubble identificò per primo alcune Cefeidi nella Galassia di Andromeda, provando la sua natura extragalattica. Più recentemente, il telescopio spaziale Hubble è riuscito ad identificare alcune Cefeidi nell'ammasso della Vergine, ad una distanza di 60 milioni di anni luce.

## Cefeidi pesanti
Le cefeidi sono divise in due tipi, tipo I (pesanti) e tipo II (leggere).
Le cefeidi di tipo I sono chiamate anche cefeidi classiche e sono stelle di popolazione I, solitamente supergiganti gialle piuttosto giovani, di tipo spettrale che varia tra F6 e K2 e masse che vanno da 4 a 20 volte quella del Sole che si sono evolute da stelle di classe O e B

## Cefeidi leggere
Le cefeidi di tipo II sono invece composte da stelle di popolazione II, più leggere; sono in genere chiamate variabili W Virginis, ed hanno un comportamento simile alle Cefeidi classiche, anche se tipicamente sono un paio di magnitudini più deboli di queste ultime (ma sempre più luminose delle RR Lyrae classiche). A loro volta questo tipo di cefeidi è suddiviso in ulteriori sottotipi a seconda del periodo di variabilità.

## Esempi

Una fotografia di Polaris A: La sua magnitudine varia da 1,86 a 2,13, in un periodo di 3,97 giorni.

Di seguito alcune tra le cefeidi più luminose.
| Nome           | Magnitudine apparente max | Magnitudine apparente min | Período (giorni) | Classe di temperatura di Harvard |
| -------------- | ------------------------- | ------------------------- | ---------------- | -------------------------------- |
| Polaris A      | 1,97                      | 2,00                      | 3,97             | F7Ib-F8Ib                        |
| I Carinae      | 3,35                      | 4,06                      | 35,56            | F6Ib-K0Ib                        |
| β Doradus      | 3,46                      | 4,08                      | 9,8426           | F6Ib-K0Ib                        |
| η Aquilae      | 3,48                      | 4,33                      | 7,177            | F6Ib-G4Ib                        |
| δ Cephei       | 3,48                      | 4,37                      | 5,366341         | F5Ib-G1Ib                        |
| ζ Geminorum    | 3,62                      | 4,18                      | 10,15073         | F7Ib-G3Ib                        |
| X Sagittarii   | 4,2                       | 4,9                       | 7,01283          | F5-G2II                          |
| W Sagittarii   | 4,29                      | 5,14                      | 7,59503          | F4-G2Ib                          |
| RT Aurigae     | 5                         | 5,82                      | 3,728115         | F4Ib-G1Ib                        |
| FF Aquilae     | 5,18                      | 5,68                      | 4,4709           | F5Ia-F8Ia                        |
| S Sagittae     | 5,24                      | 6,04                      | 8,382086         | F6Ib-G5Ib                        |
| Y Sagittarii   | 5,25                      | 6,24                      | 5,77335          | F5-G0Ib-II                       |
| BG Crucis      | 5,34                      | 5,58                      | 3,3428           | F5Ib-G0p                         |
| T Vulpeculae   | 5,41                      | 6,09                      | 4,435462         | F5Ib-G0Ib                        |
| AH Velorum     | 5,50                      | 5,89                      | 4,2272           | F7Ib-II                          |
| MY Puppis      | 5,54                      | 5,76                      | 5,6948           | F4Iab                            |
| DT Cygni       | 5,57                      | 5,96                      | 2,4992           | F5.5-F7Ib-II                     |
| T Monocerotis  | 5,58                      | 6,62                      | 27,02465         | F7Iab-K1Iab+A0V                  |
| AX Circini     | 5,65                      | 6,09                      | 5,273268         | F2-G2II+B4                       |
| SU Cassiopeiae | 5,70                      | 6,18                      | 1,9493           | F5Ib-II-F7Ib-II                  |
| U Carinae      | 5,72                      | 7,02                      | 38,7681          | F6-G7Iab                         |
| V1334 Cygni    | 5,77                      | 5,96                      | 3,3328           | F2Ib                             |
| X Cygni        | 5,85                      | 6,91                      | 16,3863          | F7Ib-G8Ib                        |